# 金宜久
金宜久（1933年10月—），安徽寿县人，中国社会科学院世界研究所研究员，中国社会科学院荣誉学部委员。1960年毕业于北京大学哲学系。